# マーリー・ヒル (マンハッタン)
座標: 北緯40度44分54秒 西経73度58分42秒 / 北緯40.74833度 西経73.97833度

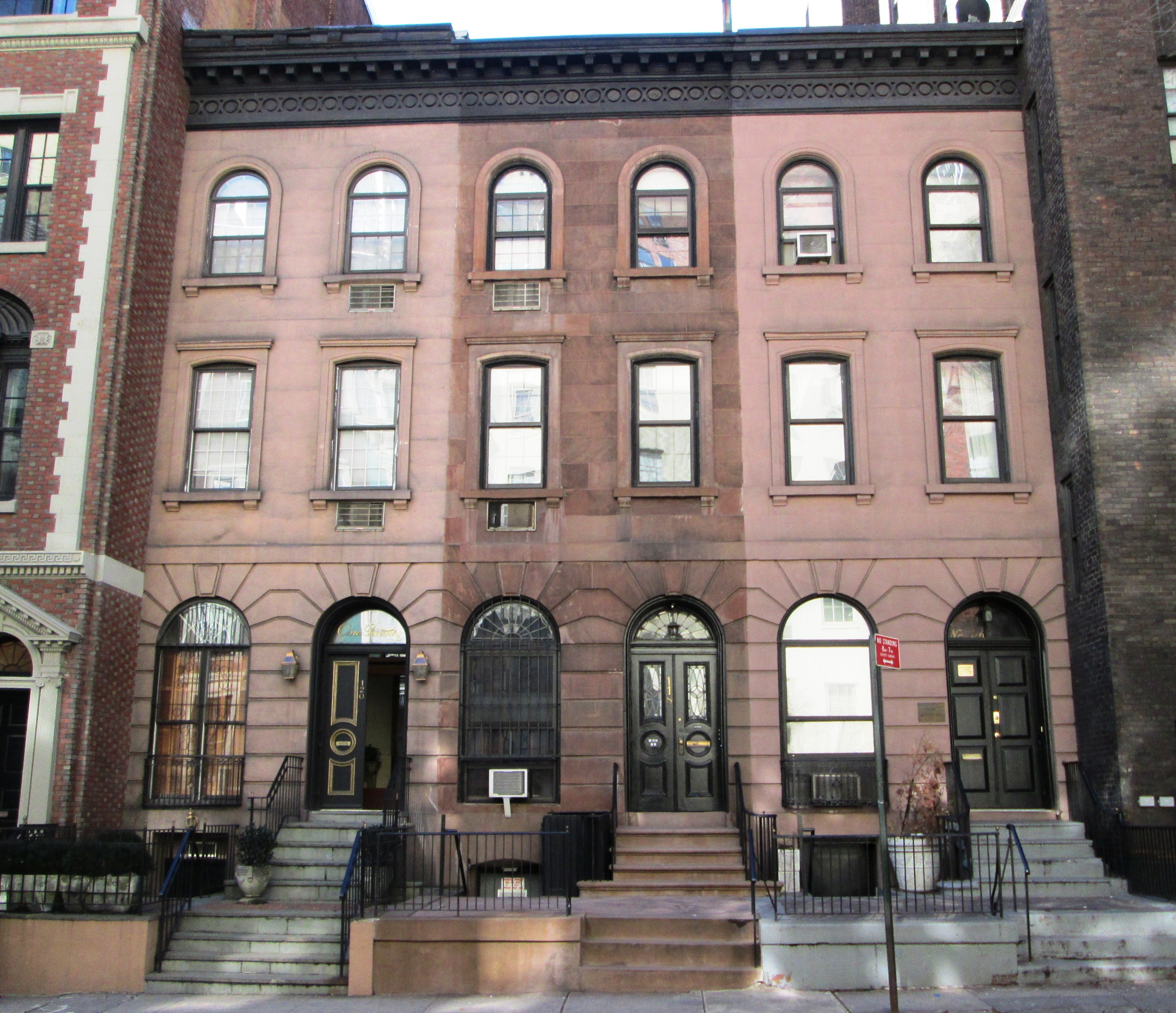
マーリー・ヒル歴史地区 (Murray Hill Historic District) のテラスハウス

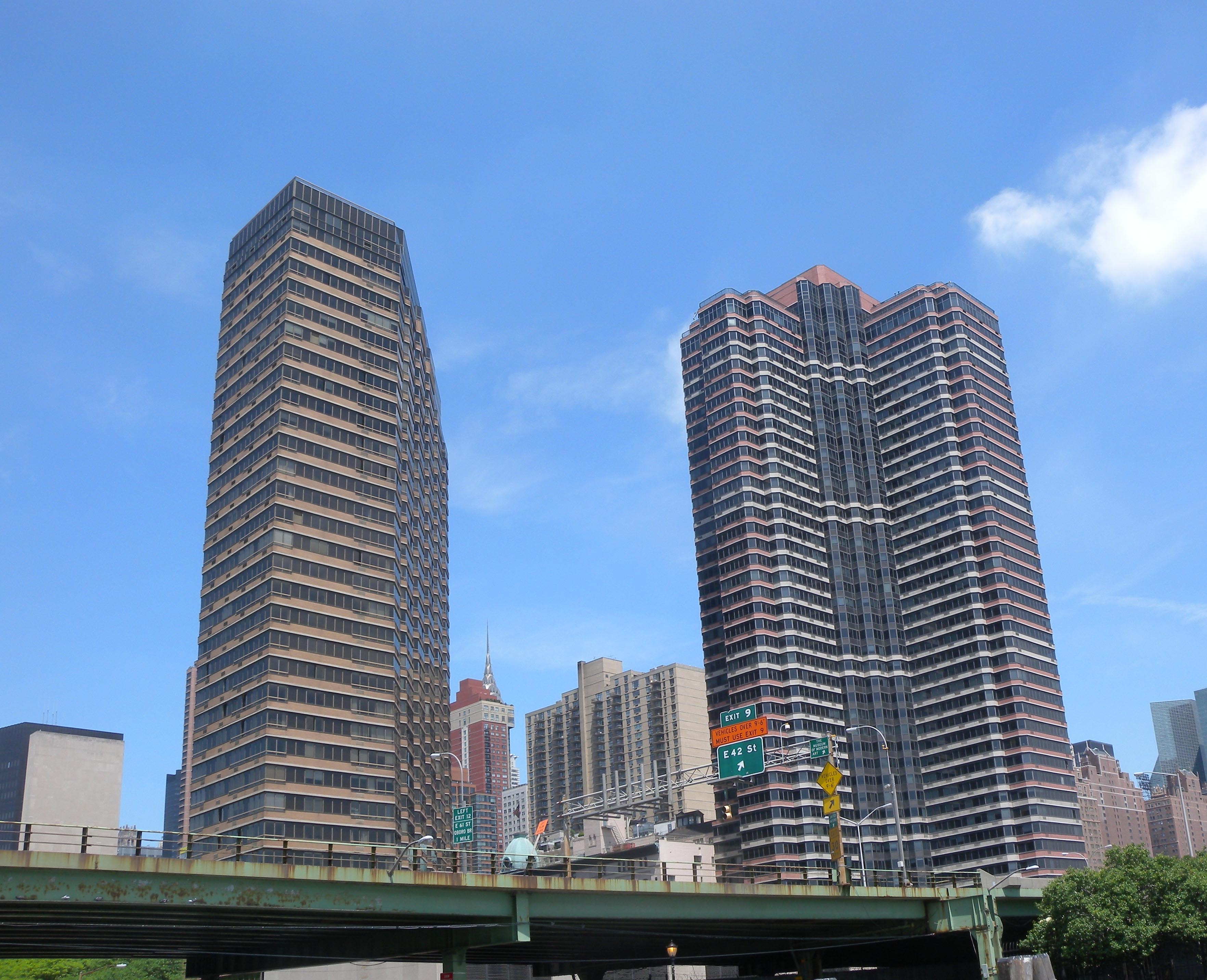
高層コンドミニアム

マーリー・ヒル (Murray Hill) は、ニューヨーク市マンハッタン区ミッドタウンにある地区である。1999年に、マーリー・ヒルが属するマンハッタン・コミュニティ・ボード 6 (en) は、この地区の境界を、南は東34丁目、北を東40丁目、西をマディソン・アベニュー、そして東を3番街と定めた。

## 歴史

### 18世紀
マーリー・ヒルの名前は、18世紀のクエーカーの商人、マーリー家 (Murray family) に由来している。主な事業内容は海運と海外貿易であった。一族の家長であったロバート・マーリー (Robert Murray, 1721–1786) はアイルランドのアーマー県で生まれ、1732年にペンシルベニア州へ移住し、ノース・カロライナ州に少し住んだ後、1753年にニューヨーク州へやってきた。彼はそこで商売を始め、最終的にニューヨークで最も取扱量の多い海運業者となった。1762年頃、マーリーは、ニューヨーク市から土地を借り受け、大きな農園と家を建設した。彼の豪邸は現在のパーク・アベニューと36丁目のあたりの丘の上に建てられ、Inclenberg (or Belmont) と名付けられたが、一般にはMurray Hillと呼ばれた。この正方形の豪邸は、ボストン郵便道路 (en) から伸びる道とつながっていた。総面積は29エーカー (120,000 m2)以上であった。この農園は現在の33丁目の数メートル南から38丁目と39丁目の真ん中あたりまで広がっていた。北に行くほど農園の幅は広くなり、おおよそレキシントン・アベニューからマディソン・アベニューと5番街の間くらいまでの広がりを持っていた。
Inclenbergは、急な傾斜の氷礫土の丘で、マンハッタン島に典型的な依然人の手で改変が加えられていない後氷期の地形であった。これは最も粗く不均質な石や砂利、巨礫の混合がほとんど貫通不可能な密度の母岩の中に凝縮され、マンハッタン島に横たわる片岩の頂上をなしていた... これは34丁目から自然に隆起しており、42丁目に向かって沈み込み、レキシントン・アベニューからブロードウェイに広がっていた"。そのような土壌のため、マーリーがこの丘を真剣に農場にしようとしていたかは定かではなく、マンハッタンの他の高台の上に建てられた所有者の地位の高さを象徴する豪邸たちと同様に、代わりにこの豪邸は他の目的に用いられていたと歴史家のEdwin G. BurrowsとMike Wallaceは指摘する。これらの豪邸のいくつかは、穀物を生産していたが、主な目的は、疫病からの避難場所を除けば、上流階級向けの劇場として用いられていた。

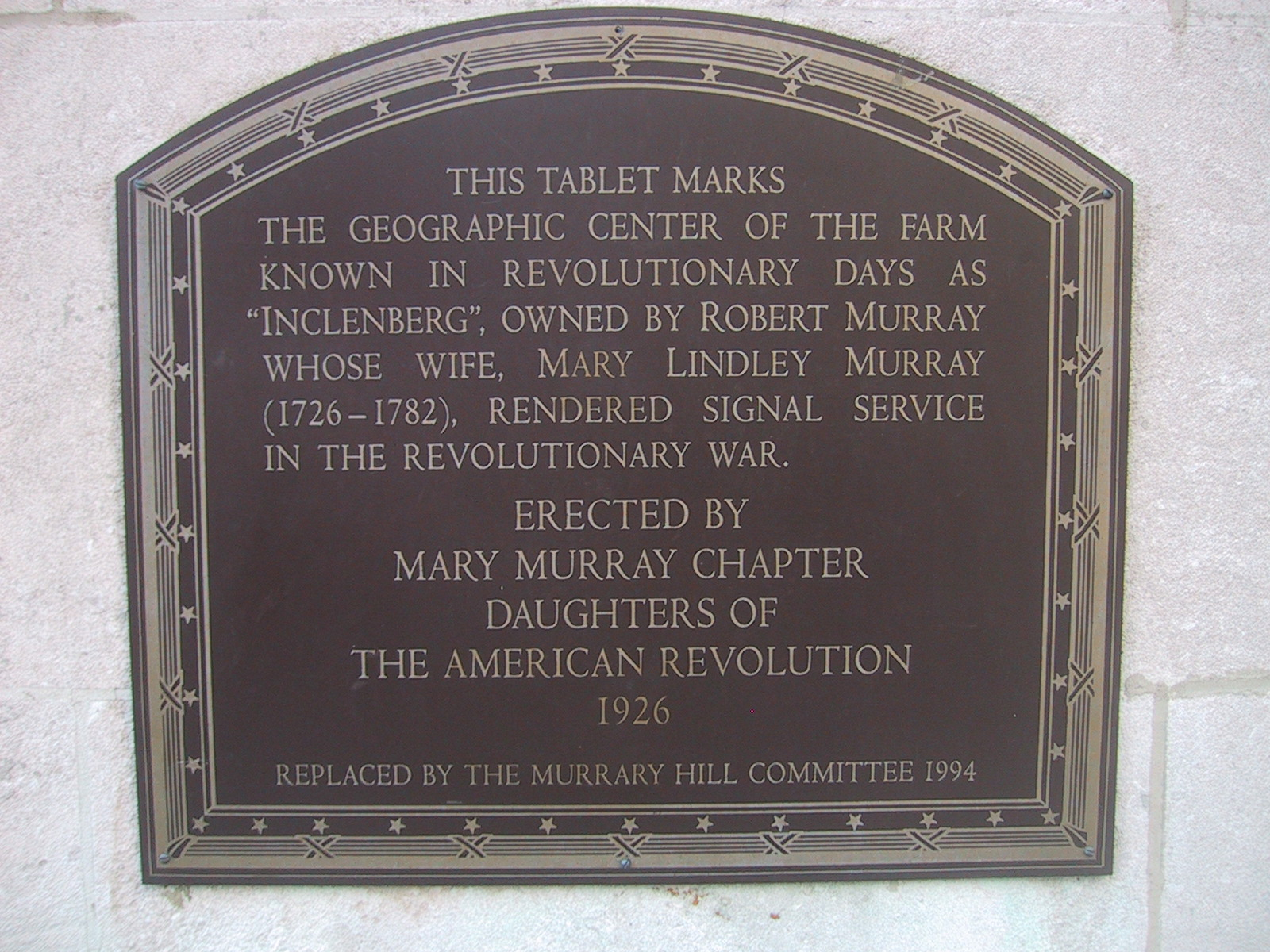
マーリー・ヒルの37丁目とパーク・アベニューの地点にあるDAR飾り額

### 19世紀

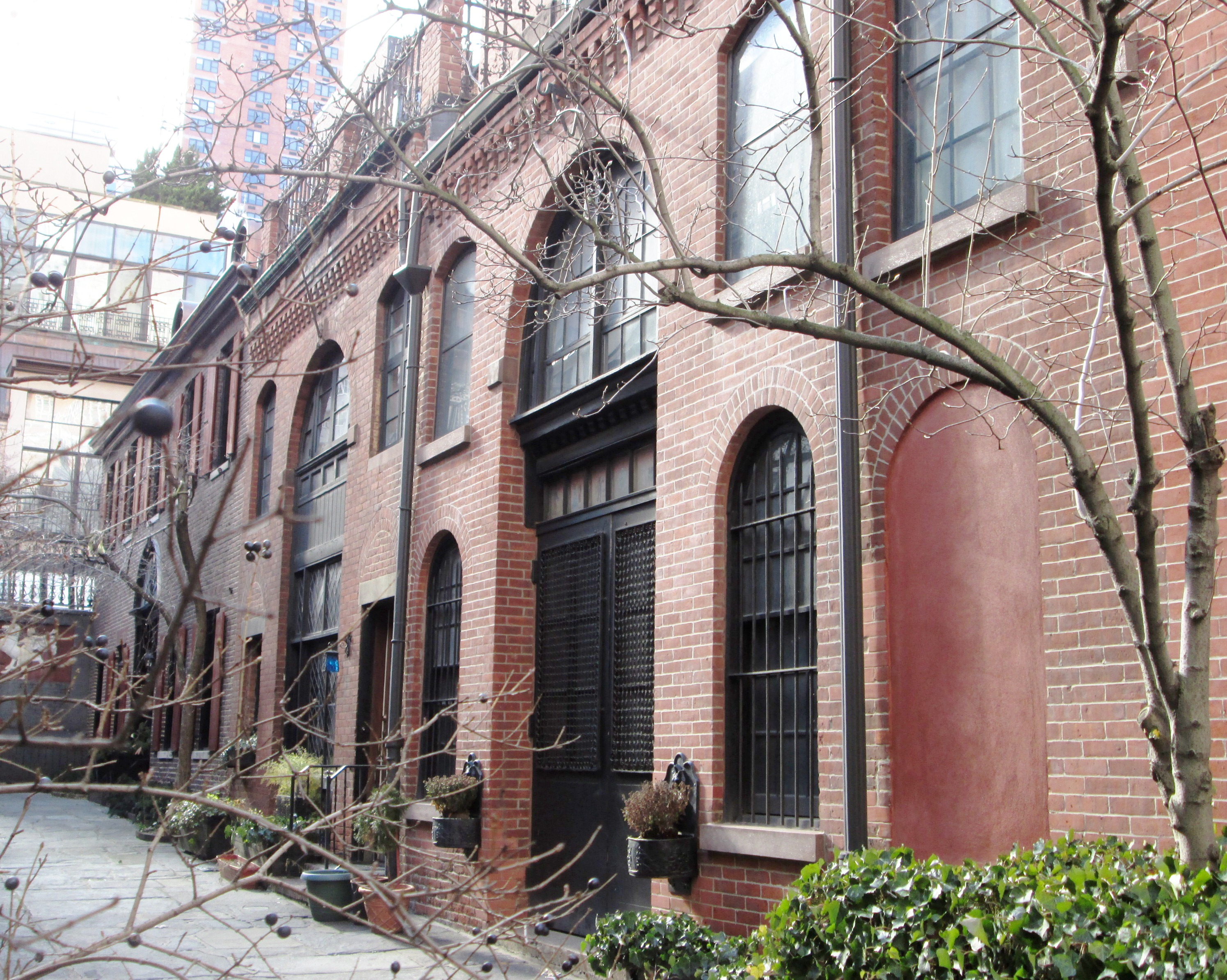
厩舎として1860年代に建てられた:en:Sniffen Court

19世紀中は、この地区がニューヨーク市のアップタウンであり、これより北はほとんどが農地だった。5番街と42丁目の現在のニューヨーク公共図書館とブライアント・パークの位置にあったクロトン貯水池 (en) が当時の市街地の北端であった。厳冬の1808年、出入港禁止令によりニューヨーク港が閉鎖されていた時、その革新的な労働軽減プログラムにより仕事にあぶれた港湾労働者たちは、代わりにマーリー・ヒルの工事に従事していた。この丘の山頂部は高さ12-14フィート分が削られ、埋め立てに使われた。1833年、ニューヨーク・アンド・ハーレム鉄道 (en) がマーリー・ヒルを通って建設され、この区間は1834年5月1日に開業した。こうして、かつては27丁目にあった駅の地点で馬車とかち合っていた機関車は、最も厄介な障害の地下を通るマーリー・ヒル・トンネル（開放型）を通過することができるようになった。1850年の法案によって、ニューヨーク市は蒸気機関車の通過のためにそのトンネルを屋根で覆うことを許可した。このパーク・アベニュー・トンネル (en) は延伸され、改修された。1937年からは自動車用のトンネルとなった。
19世紀中旬頃、上流階級の人々が一時的に、中上流階級の人々はより長く、マーリー・ヒルの褐色砂岩のテラスハウス に住み着くようになった。19世紀の終わり頃には、セントラルパークまでの5番街が発展し上流階級の人々はそちらへ移り、この地区はやや時代遅れと見なされるようになった。 

### 20世紀
20世紀の大部分は、この地区は裕福な老人たちが住む閑静で形式張った場所であった。 
1990年代後半より、多くの大学を卒業した20代の若者が住み着くようになった。こうして2000年代にかけて家賃が高騰し、その10年で5倍以上となった。

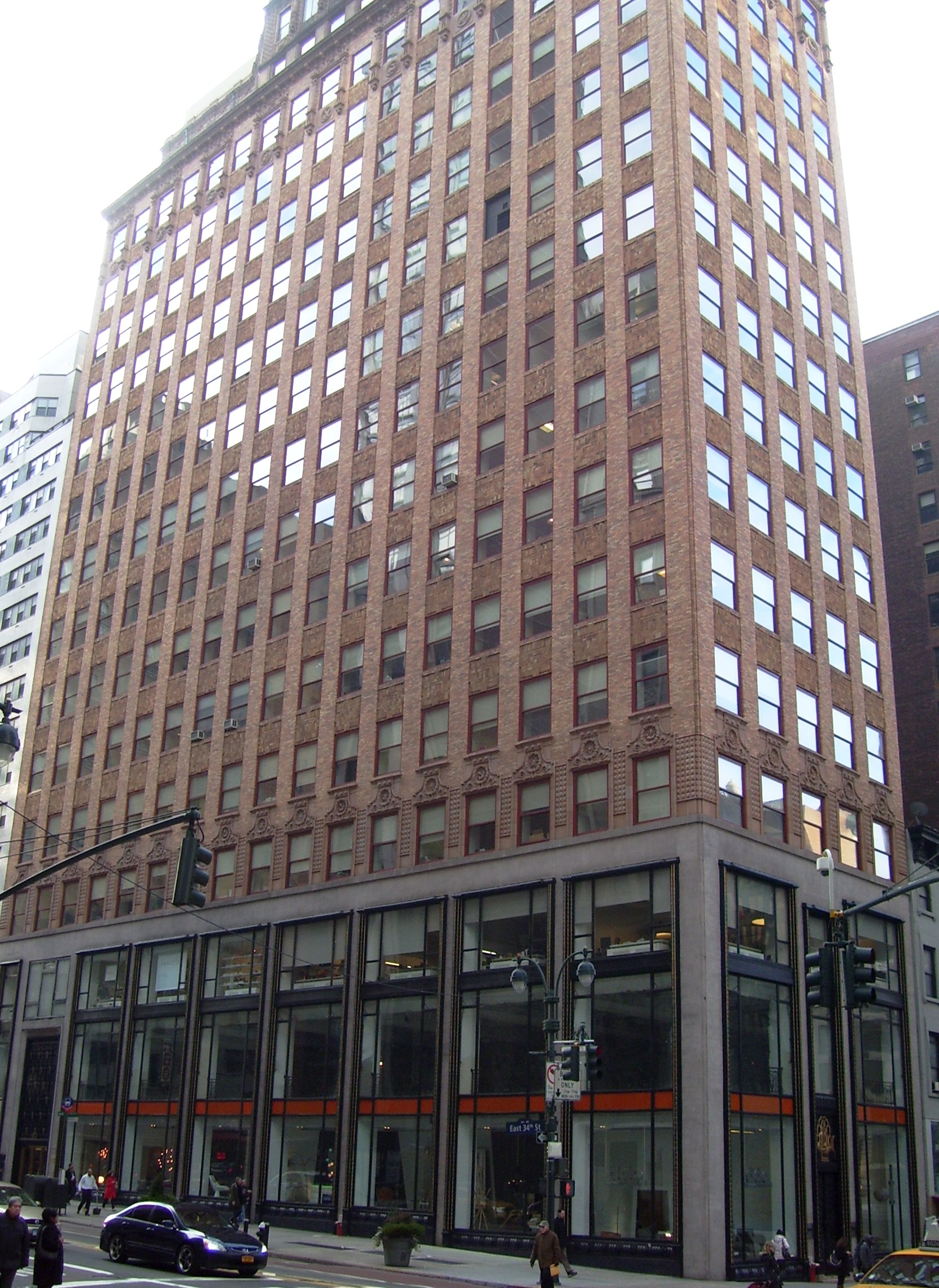
マディソン・アベニュー181番地のMadison Belmont Building

## 建築と施設
19世紀に中級〜高級住宅街を形成していた当時の褐色砂岩の家並みが現在も残る。文化・学術施設や企業本社も置かれている。
- en:Stern College for Women
- モルガン・ライブラリー
- en:Scandinavia House–The Nordic Center in America
- en:Union League Club of New York
- en:10 East 40th Street

国連本部に近いことから、多くの国の大使館や領事館が置かれている。
総領事館
- メキシコ at 27 East 39th Street (10016).[12]
- 南アフリカ at 333 East 38th Street (10016).[13]

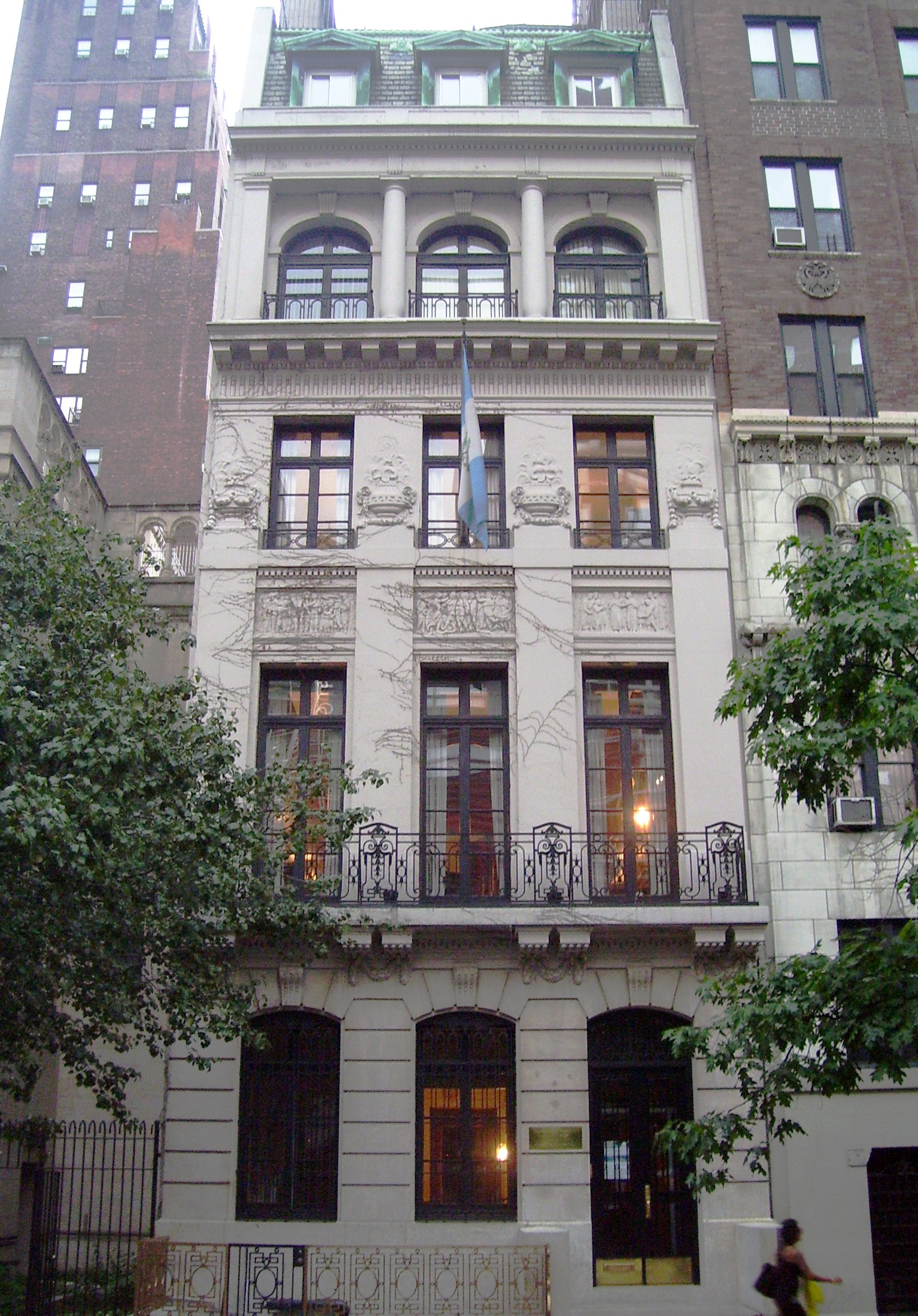
パーク・アベニュー57番地のグアテマラ国連使節団

国連使節団：
| - アフガニスタン - アルメニア - オーストラリア - ベナン - 中国 | - キューバ - エルサルバドル - エストニア - フィジー - グアテマラ | - ギニア - インド - イラン - レソト - リヒテンシュタイン | - マルタ - モーリタニア - ナミビア - ルーマニア |